# Perry (Florida)
Perry ist eine Stadt und zudem der County Seat des Taylor County im US-Bundesstaat Florida.
Das U.S. Census Bureau hat bei der Volkszählung 2020 eine Einwohnerzahl von 6898 ermittelt.

## Geographie
Perry liegt etwa 90 Kilometer südöstlich von Tallahassee.

## Geschichte
Vor 1875 wurde der Ort Rosehead genannt und anschließend in Perrytown umbenannt. Die Umbenennung erfolgte zu Ehren von Madison S. Perry, dem vierten Gouverneur Floridas. Später wurde der Namensteil town fallen gelassen. 1903 wurde Perry offiziell zur City erhoben.
1904 erbaute die South Georgia Railroad eine Bahnstrecke von Greenville nach Perry und 1909 errichtete die Atlantic Coast Line Railroad eine Bahnverbindung von Perry nach Newberry sowie 1928 eine weitere Strecke nach Monticello, was Perry zu einem bedeutenden Knotenpunkt machte. Heute operiert die Georgia and Florida Railway im Frachtverkehr auf der Strecke von Perry über Greenville bis Adel in Georgia, die Strecken nach Monticello und Newberry dagegen wurden stillgelegt. Weite Teile der stillgelegten Strecken um Perry wurden mittlerweile zum Nature Coast State Trail umfunktioniert.
Während der Atlantischen Hurrikansaison 2024 ging etwas westlich von Perry der Hurrikan Helene an Land.

## Demographische Daten
Laut der Volkszählung 2010 verteilten sich die damaligen 7017 Einwohner auf 2844 Haushalte. Die Bevölkerungsdichte lag bei 291,2 Einw./km². 55,0 % der Bevölkerung bezeichneten sich als Weiße, 40,1 % als Afroamerikaner, 0,5 % als Indianer und 1,4 % als Asian Americans. 0,9 % gaben die Angehörigkeit zu einer anderen Ethnie und 2,1 % zu mehreren Ethnien an. 2,2 % der Bevölkerung bestand aus Hispanics oder Latinos.
Im Jahr 2010 lebten in 32,5 % aller Haushalte Kinder unter 18 Jahren sowie 30,5 % aller Haushalte Personen mit mindestens 65 Jahren. 64,9 % der Haushalte waren Familienhaushalte (bestehend aus verheirateten Paaren mit oder ohne Nachkommen bzw. einem Elternteil mit Nachkomme). Die durchschnittliche Größe eines Haushalts lag bei 2,49 Personen und die durchschnittliche Familiengröße bei 3,09 Personen.
28,0 % der Bevölkerung waren jünger als 20 Jahre, 23,0 % waren 20 bis 39 Jahre alt, 26,6 % waren 40 bis 59 Jahre alt und 22,5 % waren mindestens 60 Jahre alt. Das mittlere Alter betrug 39 Jahre. 46,6 % der Bevölkerung waren männlich und 53,4 % weiblich.
Das durchschnittliche Jahreseinkommen lag bei 31.789 $, dabei lebten 26,5 % der Bevölkerung unter der Armutsgrenze.
Im Jahr 2000 war Englisch die Muttersprache von 97,13 % der Bevölkerung, spanisch sprachen 2,10 % und 0,78 % sprachen deutsch.

## Sehenswürdigkeiten
Das Old Perry Post Office und das Old Taylor County Jail sind im National Register of Historic Places gelistet.

## Verkehr
Perry wird von den U.S. Highways 19, 27, 98 und 221 sowie von den Florida State Roads 20 und 30 durchquert.
Der nächste Flughafen ist der rund 90 Kilometer nordwestlich gelegene Tallahassee International Airport.

## Kriminalität
Die Kriminalitätsrate lag im Jahr 2010 mit 706 Punkten (US-Durchschnitt: 266 Punkte) im hohen Bereich. Es gab einen Mord, 16 Vergewaltigungen, acht Raubüberfälle, 86 Körperverletzungen, 92 Einbrüche, 156 Diebstähle, einen Autodiebstahl und drei Brandstiftungen.